# Ирландско-китайские отношения

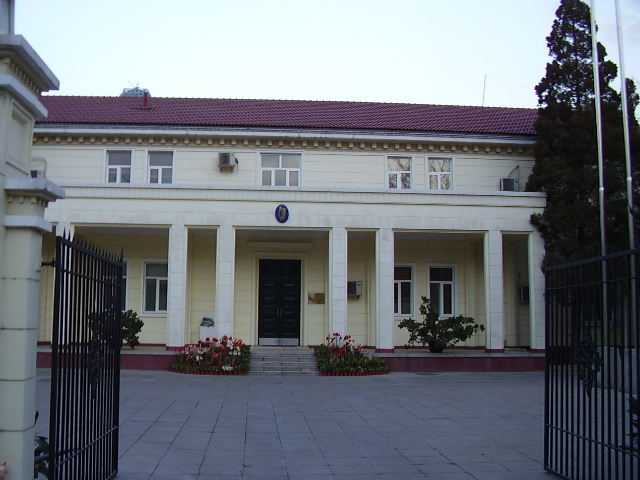
Посольство Ирландии в Китае

Китайско-ирландские отношения — межгосударственные отношения между Китайской Народной Республикой и Республикой Ирландия.

## История
Дипломатические отношения между двумя странами были установлены 22 июня 1979 года. Обе страны обменялись посольствами в 1980 году. Ирландия имеет посольство в Пекине, генеральное консульство в Шанхае и почётное консульство в Гонконге. Китай имеет посольство в Дублине.
Около 16500 граждан, проживающих в Ирландии, имеют китайское происхождение; в основном они проживают в городах Лимерик и Дублин.

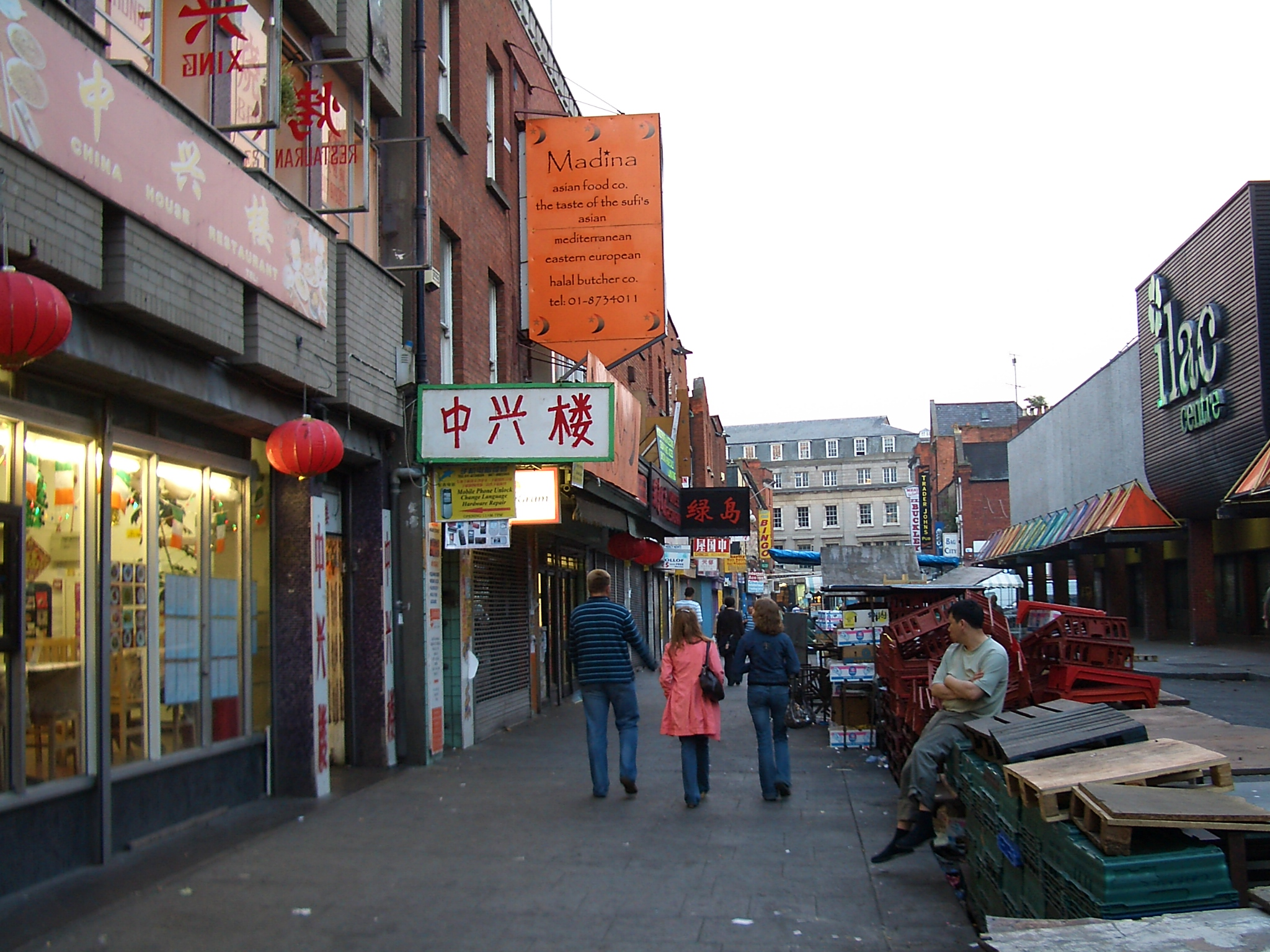
В отличие от Чайнатаунов Северной Америки, маленькие Чайнатауны в Дублине используют упрощённые иероглифы китайского языка, что говорит об их недавнем переезде из КНР.